# Palaiargia
Palaiargia is een geslacht van libellen (Odonata) uit de familie van de waterjuffers (Coenagrionidae).

## Soorten
Palaiargia omvat 20 soorten:
- Palaiargia alcedo Lieftinck, 1949
- Palaiargia arses Lieftinck, 1957
- Palaiargia carnifex Lieftinck, 1932
- Palaiargia ceyx Lieftinck, 1949
- Palaiargia charmosyna Lieftinck, 1932
- Palaiargia eclecta Lieftinck, 1949
- Palaiargia eos Lieftinck, 1938
- Palaiargia ernstmayri Lieftinck, 1972
- Palaiargia halcyon Lieftinck, 1938
- Palaiargia humida Förster, 1903
- Palaiargia melidora Lieftinck, 1953
- Palaiargia micropsitta Lieftinck, 1957
- Palaiargia myzomela Lieftinck, 1957
- Palaiargia nasiterna Lieftinck, 1938
- Palaiargia obiensis Lieftinck, 1957
- Palaiargia optata (Hagen in Selys, 1865)
- Palaiargia perimecosoma Lieftinck, 1957
- Palaiargia rubropunctata (Selys, 1878)
- Palaiargia stellata (Ris, 1915)
- Palaiargia tanysiptera Lieftinck, 1953